# Gare de La Flèche
La gare de La Flèche est une ancienne gare ferroviaire française située sur le territoire de la commune de La Flèche, dans le département de la Sarthe, en région Pays de la Loire. Elle était un nœud ferroviaire important par le nombre de lignes qui y convergeaient.
Elle a été mise en service en 1871 par la Compagnie du chemin de fer de Paris à Orléans. Fermée à tout trafic depuis les années 1990, le bâtiment voyageurs est aujourd’hui sans utilisation : même la boutique SNCF de La Flèche se trouve à la gare routière, 800 mètres plus au nord.

## Situation ferroviaire
Établie à 30 m d'altitude, la gare de La Flèche était située au point kilométrique (PK) 328,341 de la ligne d'Aubigné-Racan à Sablé. Elle était la gare terminus de la ligne de La Flèche à Vivy et de la ligne d'Angers-St-Laud à La Flèche.
En plus des trois lignes citées, la ligne de L'Aubinière à La Suze se débranche au lieu-dit L'Aubinière de la ligne d'Aubigné-Racan à Sablé, à quelques kilomètres au nord-ouest de la gare de La Flèche, formant ainsi une étoile à cinq branches autour de la gare.

## Histoire
Le chemin de fer arriva à La Flèche en 1871 avec l'ouverture de la ligne d'Aubigné-Racan à Sablé et la construction de la gare. Au début du XXe siècle, la commune était une importante étoile ferroviaire, ce qui permit le développement du quartier de la gare sur la rive gauche du Loir. Les cinq branches de cette étoile étaient gérées par la Compagnie du chemin de fer de Paris à Orléans. Quelques années après l'arrivée du train, il fut décidé la construction d’une ligne de tramway entre Cérans-Foulletourte et La Flèche afin d'établir une liaison directe entre Le Mans et la commune. Cette ligne fut mise en service le 27 juin 1914 par la compagnie des Tramways de la Sarthe.
Le trafic voyageur a cessé le 6 avril 1970, le trafic fret dans les années 1990, alors qu’il ne restait plus que la ligne allant jusqu’à La Suze, exploitée en VUTR.

## Service des voyageurs

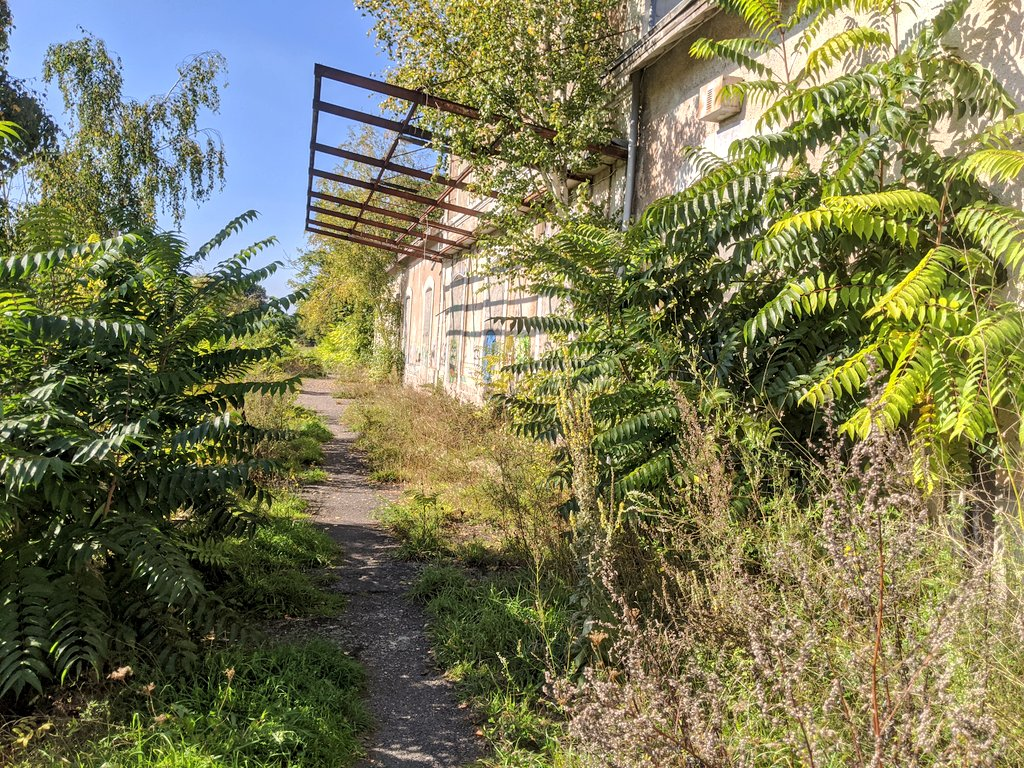
Les voies de la gare en 2021.

La gare est fermée à tout trafic. La boutique SNCF se trouve dans la gare routière de la ville, située à 800 mètres environ de la gare.